# ウォルター・ムンク
ウォルター・ハインリヒ・ムンク（Walter Heinrich Munk、1917年10月19日 - 2019年2月8日）は、アメリカ合衆国の海洋物理学者。

## 経歴
オーストリア＝ハンガリー帝国・ウィーン生まれ。1933年に渡米しニューヨークに移住。コロンビア大学を経て1939年にカリフォルニア工科大学卒業後、1947年にカリフォルニア大学ロサンゼルス校で博士号を取得。同年から1954年までカリフォルニア大学サンディエゴ校のスクリップス海洋研究所准教授に就任し、1954年には同研究所教授に昇進。1953年6月20日に結婚。
第二次世界大戦時にハラルド・スヴェルドラップとの共同研究をし海洋音波断層観測法をカール・ウンシュとマサチューセッツ工科大学で提唱した。1976年王立協会外国人会員選出。
2019年2月8日、カリフォルニア州サンディエゴ市ラホヤの自宅で死去。101歳没。

## 受賞歴
- 1965年: アーサー・L・デイ・メダル（アメリカ地質学会）
- 1966年: スヴェルドラップ金メダル (American Meteorological Society)
- 1968年: 王立天文学会ゴールドメダル
- 1976年: アレキザンダー・アガシー・メダル（全米科学アカデミー）
- 1983年: アメリカ国家科学賞
- 1986年: ベーカリアン・メダル（王立協会）
- 1989年: ウィリアム・ボウイ・メダル（アメリカ地球物理学連合）
- 1999年: 京都賞基礎科学部門
- 2010年: クラフォード賞

## 著書
- 風波とうねり――その予報の理論（原題:Wind, Sea, and Swell : Theory of Relations for Forecasting, 1947、スヴェルドラップと共著）
- 地球の自転――その地球物理学的考察（原題:The Rotation of the Earth : A Geophysical Discussion, 1960、新装版1975）
- 海洋音波断層観測法（原題:Ocean Acoustic Tomography, 1995）